# Lithurgus atratiformis
Lithurgus atratiformis är en biart som beskrevs av Cockerell 1905. Lithurgus atratiformis ingår i släktet Lithurgus och familjen buksamlarbin. Inga underarter finns listade i Catalogue of Life.